# Higashinaruse
Higashinaruse (東成瀬村?) è un villaggio giapponese della prefettura di Akita.